# Comanito
Comanito, pleme američkih Indijanaca porodice Juto-Asteci, uže grupe Taracahitian iz sjeverozapadnog Meksika, Sinaloa. Mason i Johnson ih sa Zoe Indijancima klasificiraju u širu grupu poznatu kao Tahue. Njihovo ime danas nosi jedan gradić u Sinaloi.